# Сиракюз
 Тази статия е за града в щата Ню Йорк.  За града в Юта вижте Сиракюз (Юта).  
Си́ракюз (на английски: Syracuse) е град в Ню Йорк, Съединени американски щати, административен център на окръг Онондага.
Наречен е на италианския град Сиракуза. Населението му е 143 396 души по приблизителна оценка от 2017 г.

## Личности
- Вирджиния Низамов Сърсо (1940 – 2023), дългогодишен редактор на „Македонска трибуна“ и деятелка на МПО
- Том Круз (р. 1962), актьор
- Кийт Лаумър (1925 – 1993), писател
- Майкъл Хер (р. 1940), писател